# Japanese Industrial Standards Committee
Das Japanese Industrial Standards Committee (JISC, japanisch 日本産業標準調査会 Nihon Sangyō Hyōjun Chōsaka) ist die japanische Normungsorganisation, die als japanisches ISO- und IEC-Mitglied die JIS-Normen herausgibt. Es unterliegt dem METI.